# 马塞尔·博斯克
马塞尔·博斯克（荷蘭語：Marcel Bosker，1997年1月19日—），荷兰男子速度滑冰运动员，2019年世界单程距离速度滑冰锦标赛男子团体追逐赛金牌得主、2020年世界单程距离速度滑冰锦标赛男子团体追逐赛金牌得主、2021年世界单程距离速度滑冰锦标赛男子团体追逐赛金牌得主、2023年世界单程距离速度滑冰锦标赛男子团体追逐赛金牌得主。